# Can I Have It Like That
Can I Have It Like That è una canzone interpretata dal rapper Pharrell Williams featuring Gwen Stefani. È stata scritta e prodotta da Williams per il suo album di debutto del 2006 In My Mind. Il ritornello del brano è stato scritto invece dalla Stefani. Generalmente la canzone ha ricevuto critiche negative, ma ha ottenuto un ottimo riscontro di pubblico, specie al di fuori degli Stati Uniti. Can I Have It Like That è stato estratto come primo singolo dell'album di Pharrell nell'ottobre 2005. Un remix rock del brano figura la partecipazione di Travis Barker alla batteria e Pharrell alla chitarra.

## Il video
Il video prodotto per Can I Have It Like that è stato diretto da Paul Hunter e vede protagonista Pharrell, spiato da una organizzazione segreta. Resosi conto della situazione, il rapper telefona ad una donna, che si rivelerà essere la Stefani. Alla storia principale, si alternano sequenze in cui varie persone, fra cui Pharrell e Gwen Stefani, danzano di fronte ad un equalizzatore gigante. Il video è stato realizzato nel settembre 2005

## Tracce
12" Vinile
1. Can I Have It Like That (clean) – 3:57
2. Can I Have It Like That (dirty) – 3:57
3. Can I Have It Like That (instrumental) – 3:57
4. Can I Have It Like That (a cappella) – 3:49

7" vinyl single
1. Can I Have It Like That (clean) – 3:57
2. Can I Have It Like That (dirty) – 3:57

CD single
1. Can I Have It Like That – 3:59
2. Can I Have It Like That (the Travis Barker remix) – 4:10

CD Maxi
1. Can I Have It Like That (Album Version) - 3:59
2. Can I Have It Like That (the Travis Barker Remix) - 4:12
3. Can I Have It Like That (Instrumental) - 3:58

## Classifiche
| classifica (2005) | Posizione più alta |
| ----------------- | ------------------ |
| Australia         | 22                 |
| Belgio            | 32                 |
| Paesi Bassi       | 25                 |
| Finlandia         | 10                 |
| Francia           | 78                 |
| Germania          | 37                 |
| Irlanda           | 12                 |
| Svezia            | 60                 |
| Svizzera          | 28                 |

| classifica (2005)                    | Posizione più alta |
| ------------------------------------ | ------------------ |
| Austria                              | 47                 |
| Italia                               | 16                 |
| Regno Unito                          | 3                  |
| U.S. Billboard Hot 100               | 49                 |
| U.S. Billboard Hot R&B/Hip-Hop Songs | 32                 |
| U.S. Billboard Hot Rap Tracks        | 20                 |
| Classifica (2006)                    | Posizione più alta |
| Nuova Zelanda                        | 18                 |